# Hanyani Shimange
Pas d'image ? Cliquez ici

a Compétitions nationales et continentales officielles uniquement.

b Matchs officiels uniquement.
Dernière mise à jour le 14 mai 2023.
Hanyani Masana Shimange, né le 17 avril 1978 à Elim (Afrique du Sud), est un joueur de rugby à XV qui a joué avec l'équipe d'Afrique du Sud. Il évolue au poste de talonneur (1,78 m pour 97 kg).

## Carrière

### En club et province
Il a joué huit matchs de Super 12 en 2005 et sept matchs de Super 14 en 2006.

### En équipe nationale
Il a disputé un premier test match le 26 juin 2004 contre l'équipe du pays de Galles.

## Palmarès
- 9 test matchs avec l'équipe d'Afrique du Sud.
- Test matchs par année : 4 en 2004, 4 en 2005, 1 en 2006.